# Sonate pour violon et piano no 2 d'Enesco
Pour les articles homonymes, voir Sonate pour violon et piano.
La Sonate pour violon et piano no 2 en fa mineur opus 6 est une sonate pour violon de Georges Enesco. Composée en 1899, elle rappelle dans son mouvement lent les traditions folkloriques les plus anciennes de la Moldavie.

## Présentation de l'œuvre
La sonate comprend trois mouvements :
1. Assez mouvementé
2. Tranquillement
3. Vif

Durée d'exécution : environ 22 minutes